# Daphoenositta
Daphoenositta é um género de aves passeriformes da família Neosittidae encontrado na Austrália e na Nova Guiné. Assemelham-se com os membros da família Sittidae, onde foi incluído por muitos anos, antes de ser elevado numa família própria. São pássaros pequenos e não realizam migrações, apenas movimentos locais. Contêm apenas duas espécies, anteriormente classificadas em gêneros distintos, Neositta e Daphonositta. Daphoenositta tem prioridade sobre Neositta

## Taxonomia
A verdadeira afinidade evolutiva do gênero Daphoenositta foi por muito tempo mascarada pela semelhança física com o gênero Sitta do hemisfério norte. Até meados de 1967, o gênero foi incluído na família Sittidae por algumas autoridades, apesar de questionamentos sobre esse posicionamento feitos em décadas anteriores. Ambos possuem semelhanças tanto na técnica de escalada, quanto em sua morfologia geral, no entanto eles diferem em sua sociabilidade e em seu comportamento de nidificação. A Daphoenositta nidifica em galhos enquanto o Sitta e cavidades de árvores. Além disso, a morfologia do pé difere, sendo os pés da Daphoenositta mais semelhante aos da Meliphagidae. Seu posicionamento então foi modificado por diversas vezes, sendo incluido entre as famílias Timaliidae, Certhiidae e Climacteridae.
Sua relação com a radiação australiana de pássaros foi sugerida por S. A. Parker com base na coloração dos ovos, estrutura do ninho e plumagem nidal, e sua posição foi confirmada por Charles Sibley e Jon Edward Ahlquist nos estudos de hibridização de DNA-DNA. Estes pesquisadores colocaram o gênero Daphoenositta numa tribo monotípica na alargada família Corvidae. Posteriormente foi elevada novamente em sua própria família, num clado que também inclui as família Melanocharitidae e Pachycephalidae.
A família Neosittidae contém um único gênero, Daphoenositta. Anteriormente o gênero Neositta também foi considerado válido, mas estudos posteriores o consideraram sinônimo do Daphoenositta (que possuía a prioridade). Entretanto, o nome da família reteve a base do sinônimo júnior.